# エキサイティング・アワー
『エキサイティング・アワー』(Exciting Hour)は、1985年に稼動したアーケードゲーム。プロレスゲームで、テクノスジャパンが開発、タイトーが販売した。なお、タイトルロゴでは『THE PROWRESTLING NETWORK EXCITING HOUR』となっている。海外版のタイトルは『MAT MANIA』。
テクノスジャパンとしては、1983年開発の『ザ・ビッグプロレスリング』（データイースト販売）に続くプロレスゲーム。海外でのみ続編も販売された（後述）。
TWA（テクノス・レスリング・アソシエーションの略、海外版ではタイトー・レスリング・アソシエーション）のリングで行われる設定で、試合外の演出はテレビ中継が意識され、「NARI（海外版ではCORY）」という名札の立てられたアナウンサーが両選手を紹介する。
8方向レバーと小技ボタン・大技ボタンでキャラクターを操作。2人プレイでは1試合ごとの交代プレイとなる。
試合はシングルマッチのみで、3分1本勝負。ピンフォールかリングアウトで勝ち。以下の状況ではゲームオーバーとなる。
- ピンフォールされた
- 場外から20カウント以内にリング内に戻れなかった（両者リングアウトも含む）
- 時間切れ引き分け
- コーナーポストに登ったまま5カウント経過した（反則負け）

5戦目はタイトルマッチとなり、勝つとタイトル獲得の演出後、6戦目以降は自身がチャンピオンとして戦う（ただし勝ってもタイトル防衛の演出はない）。1 - 5戦目までは対戦相手の順番が決まっているが、6戦目以降はランダムで選ばれる。

## キャラクター
カッコ内は海外版の名前。
YOU
プレイヤーキャラクター。栗色の長髪に青いショートタイツ、白いリングシューズ姿。
他キャラクターと異なり、ダウン中の相手にその場で攻撃はできないが、コーナーポスト上からの攻撃が可能。
INSANE WORRIER (INSANE WARRIOR)
1戦目の相手。モヒカン刈りにペインティング、黒いロングタイツ姿。国内版と海外版では名前が異なるが、国内版(WORRIER)は「心配性の人」という意味に対し、海外版(WARRIOR)は「戦士」を意味する。
リフトアップスラムを使う。
KARATE FIGHTER
2戦目の相手。目が隠れるほどの長髪に黒いズボン姿。紹介時にはヌンチャクを手にしているが、試合には持ちこまない。
連続突きや飛び蹴り、フィスト・ドロップを使用。
COCO SAVAGE
3戦目の相手。ワンショルダータイツ姿の裸足の黒人。
モンゴリアン・チョップやヘッドロック・パンチ、ジャイアントスイングを使う。
THE PIRANIA
4戦目の相手。覆面レスラーで素性が知れない。なおピラニアの正確な綴りは「PIRANHA」だが、海外版でも綴りは同じ。
アイアンクローや顔面パンチなどの技のほか、反則のチョークを仕掛けてくる。
BLUES BLOODY (GOLDEN HULK)
5戦目の相手。初登場時はチャンピオン。国内版と海外版で名前が異なるが、キャラクターは同じ。
ダウンするとギロチン・ドロップを連発する。

## 備考
- 客席には、ダース・ベイダー風やZZトップ風など、さまざまなパロディキャラクターの観客がいる。
- チャンピオンになって１戦防衛した後(7戦目以降)にゲームオーバーとなると、ネームエントリーの前にスタッフクレジットが表示される。
- 翌1986年、海外のみ続編の『MANIA CHALLENGE』(タイトル画面には「VS MANIA CHALLENGE」と表示されている)が販売された。本作とのおもな違いは以下の通り。
  - 対2P戦が可能となった。
  - 新キャラクター「HURRICANE JOE」が追加。従来のプレイヤーキャラクターと同性能で、短髪に赤いショートタイツ、黒いリングシューズ姿で、左肘にはサポーターが巻かれている。
  - プレイヤーキャラクターの名前が「DYNAMITE TOMMY」となった。
  - 技の追加。
  - 前作からは他にINSANE WARRIORとGOLDEN HULKが残ったのみで、他のキャラクターは削除された。またタイトルマッチの概念はなく、INSANE WARRIOR→GOLDEN HULK→HURRICANE JOEの順番で試合が行われる。
  - 対2P戦でHURRICANE JOEが勝利した場合は、HURRICANE JOEでゲームを進める。INSANE WARRIOR→GOLDEN HULK→DYNAMITE TOMMYの順番で試合が行われる。
  - BGMや効果音がFM音源で鳴らされている。ネームエントリー時に前作の試合中のBGMがFM音源で流れる。

## 移植版
| No. | タイトル                                                             | 発売日         | 対応機種        | 開発元           | 発売元       | メディア                                | 型式 | 備考               |
| --- | -------------------------------------------------------------------- | -------------- | --------------- | ---------------- | ------------ | --------------------------------------- | ---- | ------------------ |
| 1   | MAT MANIA CHALLENGE                                                  | 1990年         | Atari 7800      | アタリコープ     | アタリコープ | ロムカートリッジ                        | -    | -                  |
| 2   | ビデオゲームアンソロジー Vol.8 エキサイティング・アワー / 出世大相撲 | 1994年2月25日  | X68000          | マイコンソフト   | 電波新聞社   | フロッピーディスク                      | -    | アーケード版の移植 |
| 3   | エキサイティングアワー                                               | 2014年6月12日  | PlayStation 4   | テクノスジャパン | ハムスター   | ダウンロード （アーケードアーカイブス） | -    | アーケード版の移植 |
| 4   | エキサイティングアワー                                               | 2019年12月19日 | Nintendo Switch | テクノスジャパン | ハムスター   | ダウンロード （アーケードアーカイブス） | -    | アーケード版の移植 |

Atari 7800版
1990年発売。『MANIA CHALLENGE』の移植だが、キャラクターはさらに絞られ、DYNAMITE TOMMYとHURRICANE JOEの2名のみ。
X68000版
1994年2月25日発売。電波新聞社によるアーケードゲームの忠実な移植作シリーズ『ビデオゲームアンソロジー』の第8弾。テクノスジャパンの相撲ゲーム『出世大相撲』とのカップリング移植。
PlayStation 4版
2014年6月12日発売。ハムスター『アーケードアーカイブス』シリーズ第4弾。後にアップデートにより、海外版『MAT MANIA』の追加や、「ハイスコアモード」「キャラバンモード」が追加された。
Nintendo Switch版
2019年12月18日発売。『アーケードアーカイブス』シリーズの1つ。当初から海外版と、各種モードが搭載されている。

## スタッフ
- プログラマー：N.TOMIYAMA（富山徳之）、H.R.SATOH、N.NISHIMURA（西村成孝）
- アートワーク：H.R.SATOH、A.TANIMOTO、K.OGATA（緒方孝治）、K.MUKAI（向井久美子）
- サウンド：COMPUTER GANG STARS CO.
- ディレクター：N.TOMIYAMA（富山徳之）